# Sphecodes libericus
Sphecodes libericus là một loài Hymenoptera trong họ Halictidae. Loài này được Cockerell mô tả khoa học năm 1936.